# زین پشتی
زین پشتی یا دورسوم سله (dorsum sellae) بخشی از استخوان پروانه‌ای (اسفنوئید) در جمجمه است. لبه خلفی استخوان پروانه‌ای سر انسان توسط یک صفحه استخوانی چهارگوش به نام زین پشتی تشکیل می‌شود. زین پشتی حد خلفی زین ترکی را محدود می‌کند.
فضای شیب‌داری در عقب زین پشتی قرار دارد که نَشیب (کلیووس) نامیده می‌شود. زین پشتی همراه با قسمت پایه‌ای (بازیلار) استخوان پس‌سری (اکسیپیتال)، نشیب را تشکیل می‌دهد.

## زائده‌ها
در استخوان پروانه‌ای، لبه قدامی زین ترکی توسط دو برآمدگی کوچک، در هر طرف یکی، تکمیل شده‌است. این دو برآمدگی زائده‌های بالینی (کلینوئید) میانی نامیده می‌شوند. زین پشتی در زوایای فوقانی خود به دو تکمه (توبرکل) ختم می‌شود که زائده‌های بالینی خلفی نام دارند. زائده بالینی خلفی  بر روی دو زاویه فوقانی زین پشتی خارج می‌گردد. زائده خاره‌ای (پتروزال) در دو سوی تنه و در زیر زین پشتی قرار دارد که با راس زائده خاره‌ای استخوان گیجگاهی مفصل می‌شود. اندازه و شکل این زائده‌ها در افراد گوناگون به‌طور قابل توجهی متفاوت است.

## نگاره‌ها

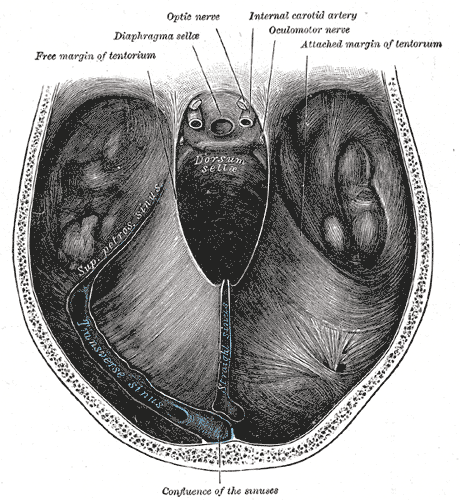
مخچه تنتوریوم از بالا.
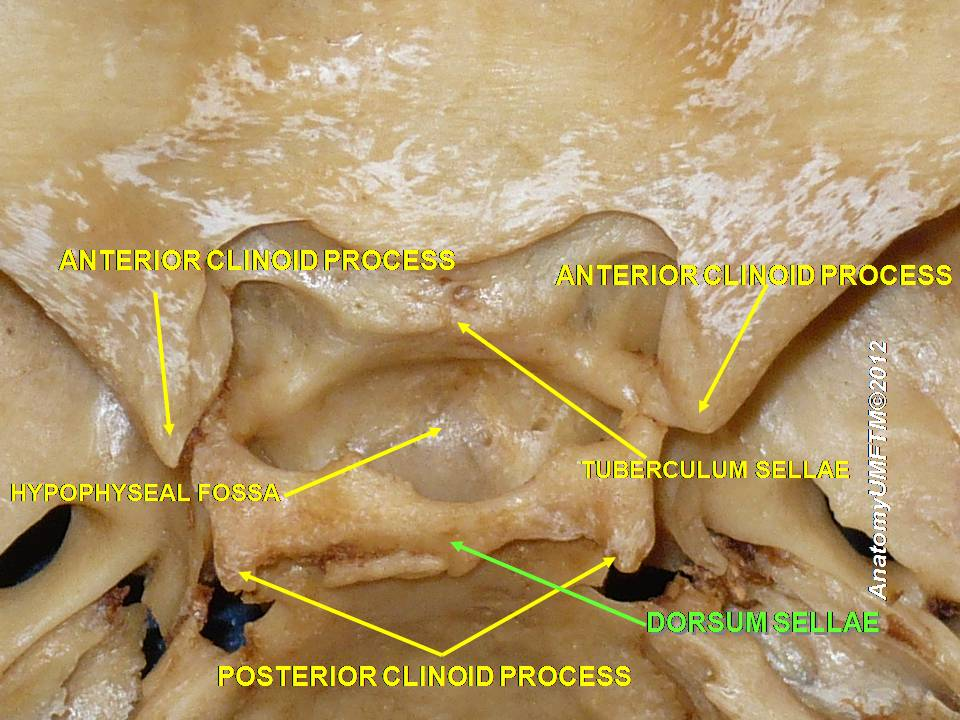
زین پشتی